# 姚繼舜
姚繼舜（16世紀—17世紀），字虞廷，浙江嘉興府桐鄉縣募化鄉人，明朝、南明政治人物。

## 生平
姚繼舜是萬曆三十一年（1603年）癸卯科應天鄉試舉人，授江西萬載知縣，他個性恬淡，不用公帑迎養父母，聽從父親輕省刑杖，判案前總會到城隍祠前審訊，判決料事如神，縣內無賴者多服用水莽詐騙他人財產，往往致死，他遇上服毒案即刻不拘訊，命人到各處割去水莽，自此騙案不復見；荒年他又會設賑，遇上痢疫亦會拿出俸祿施藥，曾在衙門門外放下一聯：「鄉井有田宜早種，縣庭無事莫頻來。」同時修葺學宫、建預備倉、築康樂橋，買田為修橋費，縣人為他立生祠。
之後姚繼舜調任蒲圻知縣，陞工部主事，崇禎七年（1634年）任高州知府，為政廉平，在明倫堂講學，在城外四關建造社學，並設立社師捐俸置田供給，南明時歷任長沙推官、雲南道監察御史、湖西道參議、太僕寺卿，最終隱居丹霞。

## 引用
1. 1 2  錢海岳《南明史·卷五十三·列傳第二十九》：紹宗立，雅知（何）騰蛟，倚之如肱股心膂。旋李自成殁九宮山，其部劉體仁、郝永忠等有眾四五萬，以無主將歸騰蛟，驟入湘陰。長沙初不知其來附，懼甚。（黃）朝宣即率兵還禦，（傅）上瑞請避，騰蛟曰：「死於左、死於寇一也，何避為！」命梁夢卜、姚繼舜、陳鶴齡以鄉兵備守。……繼舜，字虞廷，桐鄉人。萬曆四十四年【三十一年】舉於鄉。萬載知縣，調蒲圻，歷長沙推官、工部主事、雲南道御史、湖西參議、太僕卿。隱丹霞。
2. ↑  光緖《桐鄉縣志·卷十一·選舉志上》：（萬曆）三十一年癸卯科解元秀水陳萬言……姚繼舜 字虞廷，應天中式，官山西鹽運使，募化鄉人
3. ↑  民國《萬載縣志·卷五·職官》：姚繼舜，號虞廷，桐鄉舉人，萬厯間知縣 府志、通志作由鄉貢任 ，性恬淡，迎養不以帑，隨一切刑杖奉父命悉從輕省，命案必詣城隍祠勘詰，剖決如神，先是無賴者多服水莽詐人財，往往致死，繼舜遇服毒案即不拘訊，命各處剗去其根，自是少息；歲饑設賑，遇痢疫施藥皆出清俸，全活其多，嘗榜一聯於門曰：「鄉井有田宜早種，縣庭無事莫頻來。」想見勸農息訟之政，至其葺學宫、修預備倉、建康樂橋，復買田為修橋費皆可紀者，邑人立為生祠，升工部主事，後知高州府，祀名宦。
4. ↑  四庫全書《江西通志·卷六十·名宦四》：姚繼舜，號虞廷，萬厯間由鄉貢任萬載縣，歲大饑捐俸設粥濟之，疫痢交作，施藥全活甚眾，葺學宫、修預備倉、建康樂橋，書一聯於門曰：「鄉井有田宜早種，縣庭無事莫頻來。」民至今稱之，陞工部主事。 安志
5. ↑  光緒《高州府志·卷二十五·宦績傳》：姚繼舜，桐鄉人，崇正七年知高州府事，政平訟理，講學明倫，嘗令城外四關起造社學，設立社師捐俸置田以供給之，遠近士民彬彬向化，比之文翁之造蜀云。 郝通志